# Uników (gromada)
Uników – dawna gromada, czyli najmniejsza jednostka podziału terytorialnego Polskiej Rzeczypospolitej Ludowej w latach 1954–1972.
Gromady, z gromadzkimi radami narodowymi (GRN) jako organami władzy najniższego stopnia na wsi, funkcjonowały od reformy reorganizującej administrację wiejską przeprowadzonej jesienią 1954 do momentu ich zniesienia z dniem 1 stycznia 1973, tym samym wypierając organizację gminną w latach 1954–1972.
Gromadę Uników siedzibą GRN w Unikowie utworzono – jako jedną z 8759 gromad na obszarze Polski – w powiecie sieradzkim w woj. łódzkim, na mocy uchwały nr 38/54 WRN w Łodzi z dnia 4 października 1954. W skład jednostki weszły obszary dotychczasowych gromad Uników, Emilianów, Wandalin i Bujnów (z wyłączeniem serwitutów wsi Cegielnia) oraz wieś Kamasze i wieś Wilkołek Unikowski z dotychczasowej gromady Wilkołek Unikowski ze zniesionej gminy Złoczew w tymże powiecie oraz miejscowość Lesiaki wyłączona z miasta Złoczewa tamże. Dla gromady ustalono 15 członków gromadzkiej rady narodowej.
Gromadę zniesiono 1 stycznia 1958, a jej obszar włączono do nowo utworzonej gromady Złoczew.